# Gedser-Rostock
Færgeruten Gedser-Rostock er en del af Europavej E55, der er den korteste vej mellem København og Berlin. I dag sejles ruten mellem Gedser Havn og Rostock Überseehafen[kilde mangler] af Scandlines med de 2 hybridfærger M/F Berlin og M/F Copenhagen på ca. 1 time og 45 minutter. transporteres primært last- og personbiler, og flere busselskaber benytter færgerne som en del af deres København-Berlin-tilbud. Gående passagerer kan også løse billet.[kilde mangler] Scandlines udbyder desuden også billige sammedags tur/retur-billetter til grænsehandlende, med henblik på indkøb i deres bordershop i Rostock.

## Historie
Der er for få eller ingen kildehenvisninger i dette afsnit, hvilket er et problem. Du kan hjælpe ved at angive troværdige kilder til de påstande, som fremføres.

Den første dampskibsforbindelse mellem Falster og Tyskland blev åbnet i 1873 som postrute mellem Nykøbing Falster og Rostock. Der sejledes 3 gange om ugen i sommerhalvåret. I 1886 blev ruten flyttet til Gedser-Warnemünde efter at begge havne havde fået jernbanetilslutning. I 1903 blev postdamperne udskiftet med jernbanefærger.
Under 1. verdenskrig var de tyske færger med i krigen, så ruten kun var trafikeret af danske færger, der var tydeligt malet med dansk flag og ordet "Danmark". I 1926 blev det muligt at overføre biler med den tyske færge "Schwerin". I slutningen af 2. verdenskrig blev færgerne bombet, og ruten blev først genoptaget i 1947 med en dansk færge.
Efter Tysklands genforening åbnede GT-Linien en ny forbindelse mellem Gedser og Rostock. Efter at have skiftet navn og ejer flere gange er det i dag Scandlines, der driver denne linje. I september 1995 stoppedes befordringen af jernbanevogne via Gedser Warnemünde. Togforbindelsen København Berlin går herefter via Hamburg. Gedser-Rostock færgerne anvender nu udelukkende Rostock Seaport på østsiden af floden Warnow.

### Uddybende noter
1. ↑  Som følge af en kollision med et mindre skib indsatte Scandlines istf. M/F Berlin M/F Kronprins Frederik på ruten den 1. november 2019, som ville sejle, til M/F Berlin blev fuldt repareret.[1]